# Arvid Andenæs
Arvid Andenæs (født 1. marts 1954 på Vereide i Gloppen kommune) er en norsk bedriftsleder, som har været administrerende direktør i Sparebanken Sogn og Fjordane siden 2001. I foråret 2009 blev han af valgkomiteen indstillet som præsidentkandidat til Norges håndboldforbund.

## Biografi
Andenæs er født og opvokset på gården Andenes vest for Vereide i Gloppen kommune. Han er uddannet civiløkonom og har enmastergrad indenfor management. Han var regionsdirektør for Fokus Bank afdelingen i Nordnorge, før han i april 2001 fik stillingen som administrerende direktør i Sparebanken Sogn og Fjordane i Førde.
Han har spillet håndbold for blandt andet Gloppen Håndballklubb, og har siden også været håndbolddommer.
Andenæs er onkel til håndboldspillere June Andenæs som spiller som streg for Byåsen Håndballklubb i eliteserien i håndball for kvinner.